# 木星-木卫二轨道飞行器
木星-木卫二轨道飞行器（Jupiter Europa Orbiter）作为已取消的木卫二-木星系统任务-拉普拉斯（EJSM-Laplace）任务的组成部分，是一艘曾經计划于2020年发射的太空探测器，目标是对木星的卫星的木卫二、木卫一以及木星磁层进行详细研究，并寻找可能存在地下海洋的证据。
2015年6月，一项更经济的任务「欧罗巴快船」获得美国航空航天局的批准，并进入制定阶段。

## 另请参阅
- 木卫二轨道飞行器 (于2002年被取消的美国宇航局前一计划)
- 欧罗巴快船 (计划的下一个木卫二探测任务)
- 欧罗巴着陆器 (美国宇航局独立的木卫二着陆任务) (注意：还有一项概念为欧罗巴快船附带的登陆器)